# 세인트 모드
《세인트 모드》(영어: Saint Maud)는 2019년 제작된 영국의 심리 공포 영화이다. 로즈 글래스의 감독 데뷔작이며 그가 각본 역시 맡았다.